# Saint-Hilaire-sur-Erre
Pour les articles homonymes, voir Saint-Hilaire.
Saint-Hilaire-sur-Erre est une commune française, située dans le département de l'Orne en région Normandie, peuplée de 486 habitants.

## Géographie
Saint-Hilaire-sur-Erre est située à l’extrême sud-est du département de l’Orne, dans le Perche à proximité du Theil-sur-Huisne et de Nogent-le-Rotrou (Eure-et-Loir). Saint-Hilaire-sur-Erre est à 60 km d’Alençon, du Mans et de Chartres. Accès à l'autoroute Océane à La Ferté-Bernard : 25 km, et à Luigny : 25 km. La voie ferrée Paris - Brest passe au sud de la commune ; gares à La Rouge et Nogent-le-Rotrou.
| Perche-en-Nocé (comm. dél. de Préaux-du-Perche)    | Berd'huis                              | Berd'huis                          |
| Val-au-Perche (comm. dél. de Saint-Agnan-sur-Erre) | Saint-Hilaire-sur-Erre                 | Nogent-le-Rotrou (Eure-et-Loir)    |
| Val-au-Perche (comm. dél. de La Rouge)             | Val-au-Perche (comm. dél. de La Rouge) | Val-au-Perche (comm. dél. de Mâle) |

### Hydrographie
La commune est située dans le bassin Loire-Bretagne. Elle est drainée par l'Huisne, la Chèvre, l'Erre et  et un autre petit cours d'eau,.
L'Huisne, d'une longueur de 165 km, prend sa source dans la commune de Belforêt-en-Perche et se jette  dans la Sarthe à Mans, après avoir traversé 36 communes. 
La Chèvre, d'une longueur de 14 km, prend sa source dans la commune de Verrières et se jette  dans l'Erre sur la commune, après avoir traversé quatre communes. 
L'Erre, d'une longueur de 18 km, prend sa source dans la commune de Perche en Nocé et se jette  dans l'Huisne en limite de la commune et de Nogent-le-Rotrou, face à Val-au-Perche, après avoir traversé quatre communes. 

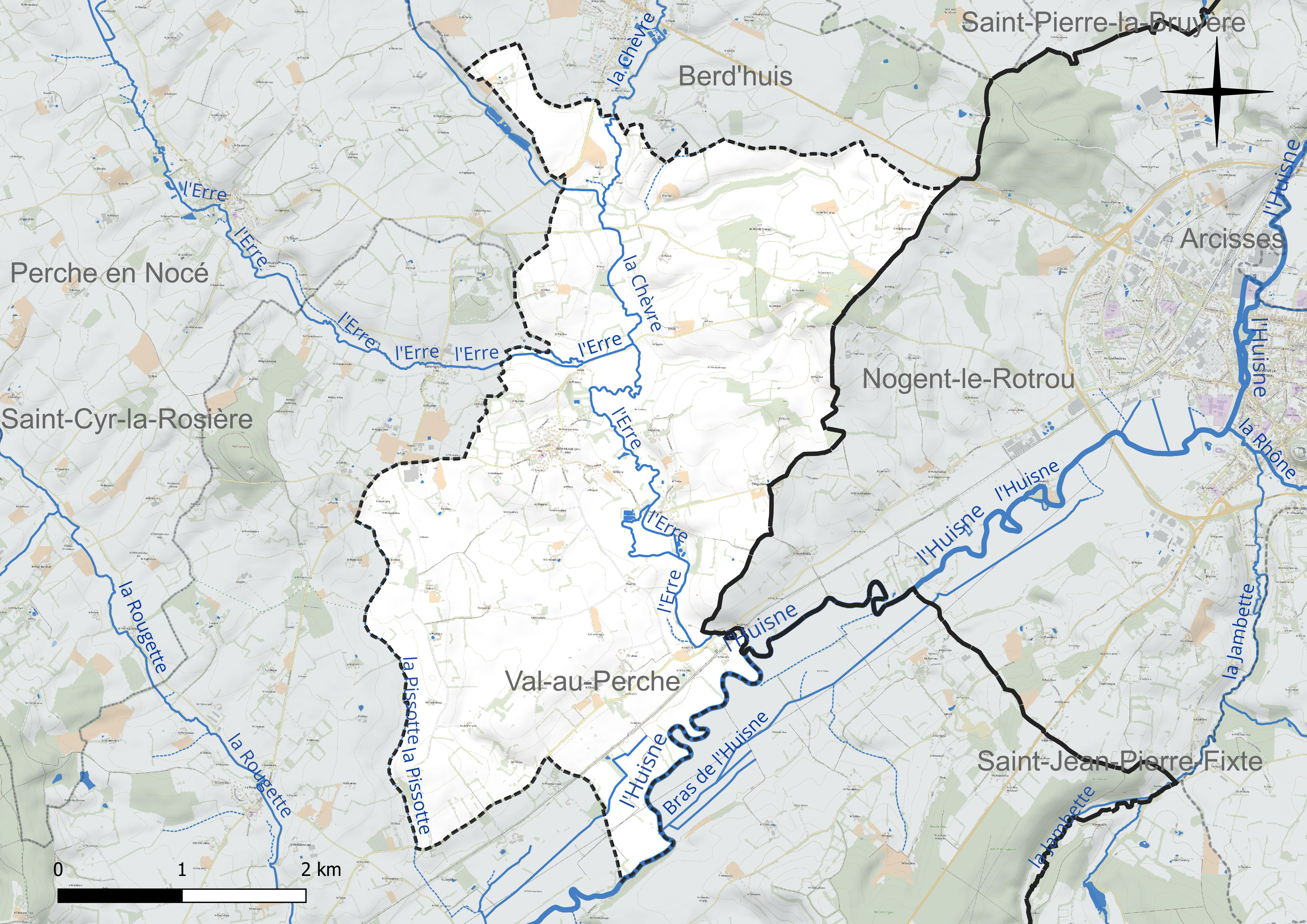
Réseau hydrographique de Saint-Hilaire-sur-Erre.

### Climat
Pour des articles plus généraux, voir Climat de la Normandie et Climat de l'Orne.
En 2010, le climat de la commune est de type climat océanique dégradé des plaines du Centre et du Nord, selon une étude du CNRS s'appuyant sur une série de données couvrant la période 1971-2000. En 2020, Météo-France publie une typologie des climats de la France métropolitaine dans laquelle la commune est exposée à un climat océanique altéré et est dans la région climatique Normandie (Cotentin, Orne), caractérisée par une pluviométrie relativement élevée (850 mm/a) et un été frais (15,5 °C) et venté. Parallèlement le GIEC normand, un groupe régional d’experts sur le climat, différencie quant à lui, dans une étude de 2020, trois grands types de climats pour la région Normandie, nuancés à une échelle plus fine par les facteurs géographiques locaux. La commune est, selon ce zonage, exposée à un « climat contrasté des collines », correspondant au Pays d'Ouche et au Perche et bénéficiant d’un caractère continental affirmé avec des précipitations atténuées et des amplitudes thermiques fortes.
Pour la période 1971-2000, la température annuelle moyenne est de 10,6 °C, avec une amplitude thermique annuelle de 14,2 °C. Le cumul annuel moyen de précipitations est de 720 mm, avec 12,1 jours de précipitations en janvier et 7,7 jours en juillet. Pour la période 1991-2020, la température moyenne annuelle observée sur la station météorologique la plus proche, située sur la commune de Perche en Nocé à 9 km à vol d'oiseau, est de 11,3 °C et le cumul annuel moyen de précipitations est de 747,8 mm,. Pour l'avenir, les paramètres climatiques de la commune estimés pour 2050 selon différents scénarios d’émission de gaz à effet de serre sont consultables sur un site dédié publié par Météo-France en novembre 2022.

## Urbanisme

### Typologie
Au 1er janvier 2024, Saint-Hilaire-sur-Erre est catégorisée commune rurale à habitat dispersé, selon la nouvelle grille communale de densité à sept niveaux définie par l'Insee en 2022.
Elle est située hors unité urbaine. Par ailleurs la commune fait partie de l'aire d'attraction de Nogent-le-Rotrou, dont elle est une commune de la couronne,. Cette aire, qui regroupe 25 communes, est catégorisée dans les aires de moins de 50 000 habitants,.

## Toponymie
Le toponyme est attesté sous la forme Sanctus Hilarius en 1373.
La paroisse était dédiée à Hilaire de Poitiers, évêque de Poitiers au IVe siècle, père de l'Église.
Affluent de l'Huisne, l'Erre traverse le territoire en contournant le bourg par le nord.
Le gentilé est Saint-Hilairien.

## Histoire
Tout en dépendant de la région Basse-Normandie, l’histoire de Saint-Hilaire est liée à son appartenance au Perche.
L'affaire Henri-Marius Pelletier qui se déroule à Saint-Hilaire-sur-Erre est jugée le 6 novembre 1946 à la cour d'assises de l'Orne à Alençon.

## Politique et administration

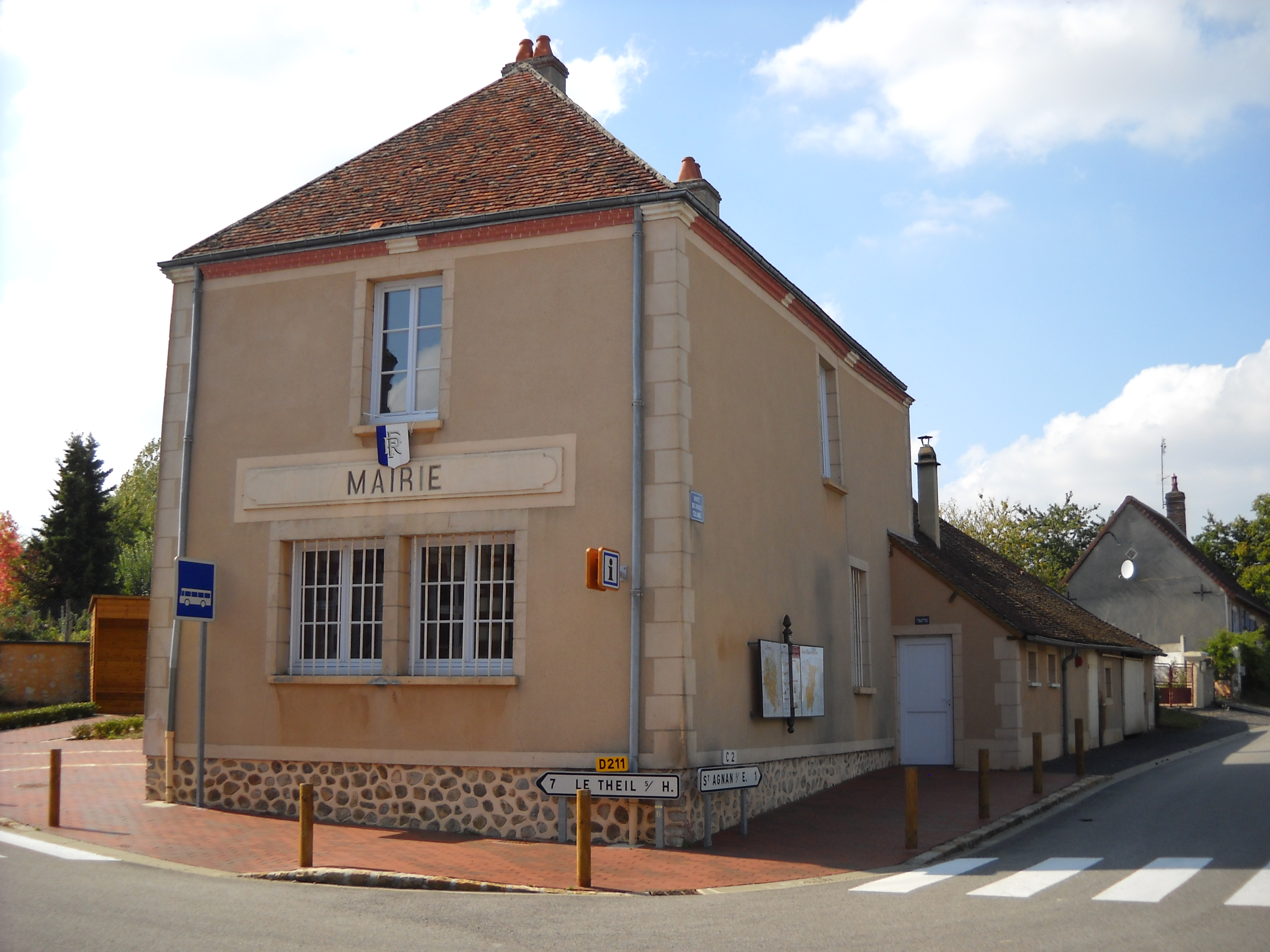
La mairie.

Saint-Hilaire-sur-Erre fait partie de l’arrondissement de Mortagne-au-Perche et appartient au canton de Ceton. La commune est membre de la communauté de communes des Collines du Perche normand. Sa superficie est de 1 512 ha.
| Période                                  | Période   | Identité           | Étiquette | Qualité                |
| ---------------------------------------- | --------- | ------------------ | --------- | ---------------------- |
| avant 1988                               | ?         | Fernand Hamelin    |           |                        |
| juin 1995                                | mars 2014 | Jean-Claude Chevée | SE        | Entrepreneur           |
| mars 2014                                | En cours  | Claudine Béreau    | SE        | Agricultrice retraitée |
| Les données manquantes sont à compléter. |           |                    |           |                        |

Le conseil municipal est composé de quinze membres dont le maire et trois adjoints.

## Éducation
- École primaire et maternelle.

## Démographie
L'évolution du nombre d'habitants est connue à travers les recensements de la population effectués dans la commune depuis 1793. Pour les communes de moins de 10 000 habitants, une enquête de recensement portant sur toute la population est réalisée tous les cinq ans, les populations de référence des années intermédiaires étant quant à elles estimées par interpolation ou extrapolation. Pour la commune, le premier recensement exhaustif entrant dans le cadre du nouveau dispositif a été réalisé en 2006.
En 2022, la commune comptait 486 habitants, en évolution de −7,95 % par rapport à 2016 (Orne : −3,21 %, France hors Mayotte : +2,11 %).
Saint-Hilaire-sur-Erre a compté jusqu'à 961 habitants en 1841.
| 1793 | 1800 | 1806 | 1821 | 1836 | 1841 | 1846 | 1851 | 1856 |
| ---- | ---- | ---- | ---- | ---- | ---- | ---- | ---- | ---- |
| 716  | 746  | 760  | 862  | 935  | 961  | 910  | 902  | 928  |

| 1861 | 1866 | 1872 | 1876 | 1881 | 1886 | 1891 | 1896 | 1901 |
| ---- | ---- | ---- | ---- | ---- | ---- | ---- | ---- | ---- |
| 929  | 905  | 857  | 751  | 708  | 677  | 694  | 628  | 666  |

| 1906 | 1911 | 1921 | 1926 | 1931 | 1936 | 1946 | 1954 | 1962 |
| ---- | ---- | ---- | ---- | ---- | ---- | ---- | ---- | ---- |
| 609  | 603  | 475  | 439  | 471  | 434  | 433  | 430  | 416  |

| 1968 | 1975 | 1982 | 1990 | 1999 | 2006 | 2011 | 2016 | 2021 |
| ---- | ---- | ---- | ---- | ---- | ---- | ---- | ---- | ---- |
| 377  | 399  | 421  | 460  | 520  | 586  | 553  | 528  | 501  |

| 2022 | - | - | - | - | - | - | - | - |
| ---- | - | - | - | - | - | - | - | - |
| 486  | - | - | - | - | - | - | - | - |

## Économie
Saint-Hilaire connaît depuis plusieurs années un relatif développement de ses activités économiques[réf. nécessaire]. La commune dispose d'un café-restaurant. L'artisanat et l'industrie sont présents par une entreprise générale de bâtiment, une fabrique des produits de rembourrage et un atelier d'imprimerie. Un consultant en industrie agro-alimentaire exerce sur la commune.
Commune rurale, Saint-Hilaire-sur-Erre compte quinze sièges d’exploitations agricoles, un pisciculteur (saumons et truites) et un maraîcher.
Une activité touristique est assurée par la présence de deux gites ruraux.

## Lieux et monuments
- L'église Saint-Hilaire est d'origine romane et a été édifiée au XIe siècle par les moines de Saint-Gratien de Tours. Elle fut remaniée au XVIe, et défigurée au XIXe[26].
- Manoir de l'Épinay, du XVe siècle, inscrit au titre des monuments historiques depuis le 6 novembre 1990[27]..
- Manoir de Malaise, du XVIe siècle, inscrit au titre des monuments historiques depuis le 12 décembre 1990[28].
- Enceinte de Mutte à 2 km au nord-est, par un chemin qui s'embranche à la sortie est du bourg vers la RD 9, sur une colline de 190 m d'altitude dominant le hameau. L'enceinte ovale à double circonvallation mesure dans son grand axe 150 m et voit sa pointe nord-est occupée par une petite motte circulaire mesurant 20 m de diamètre à la base[29].
- Moulin de Bouté. Sur un site plus ancien, le moulin date de la fin du XVIIe siècle. Largement remanié par des générations de meuniers qui se succéderont jusqu'au milieu du XXe siècle, sa situation permet la production d'électricité à l'aide d'une turbine et d'un alternateur. Il est également le siège d'un atelier d'impression et d'un élevage de truites.

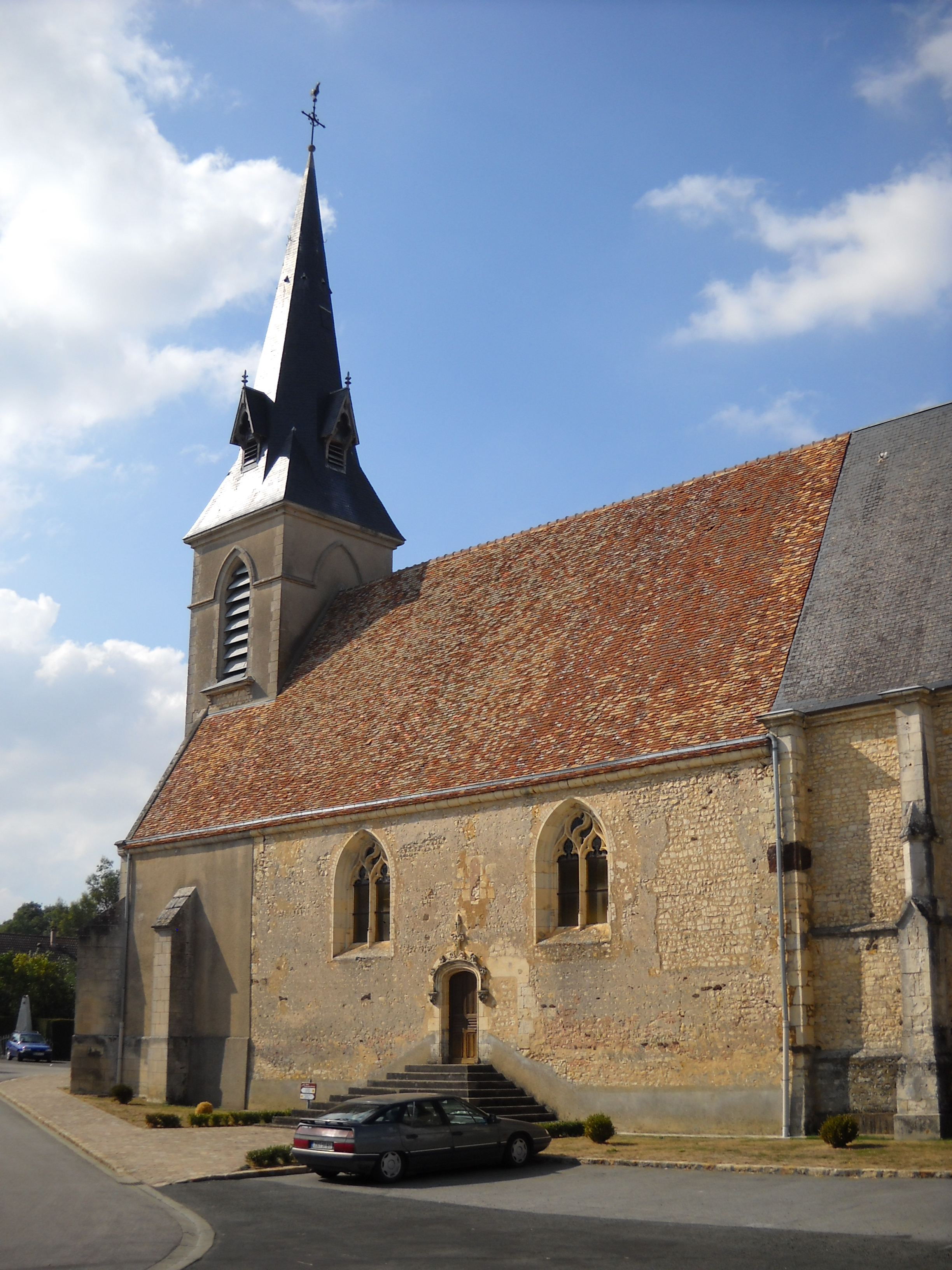
L'église Saint-Hilaire.
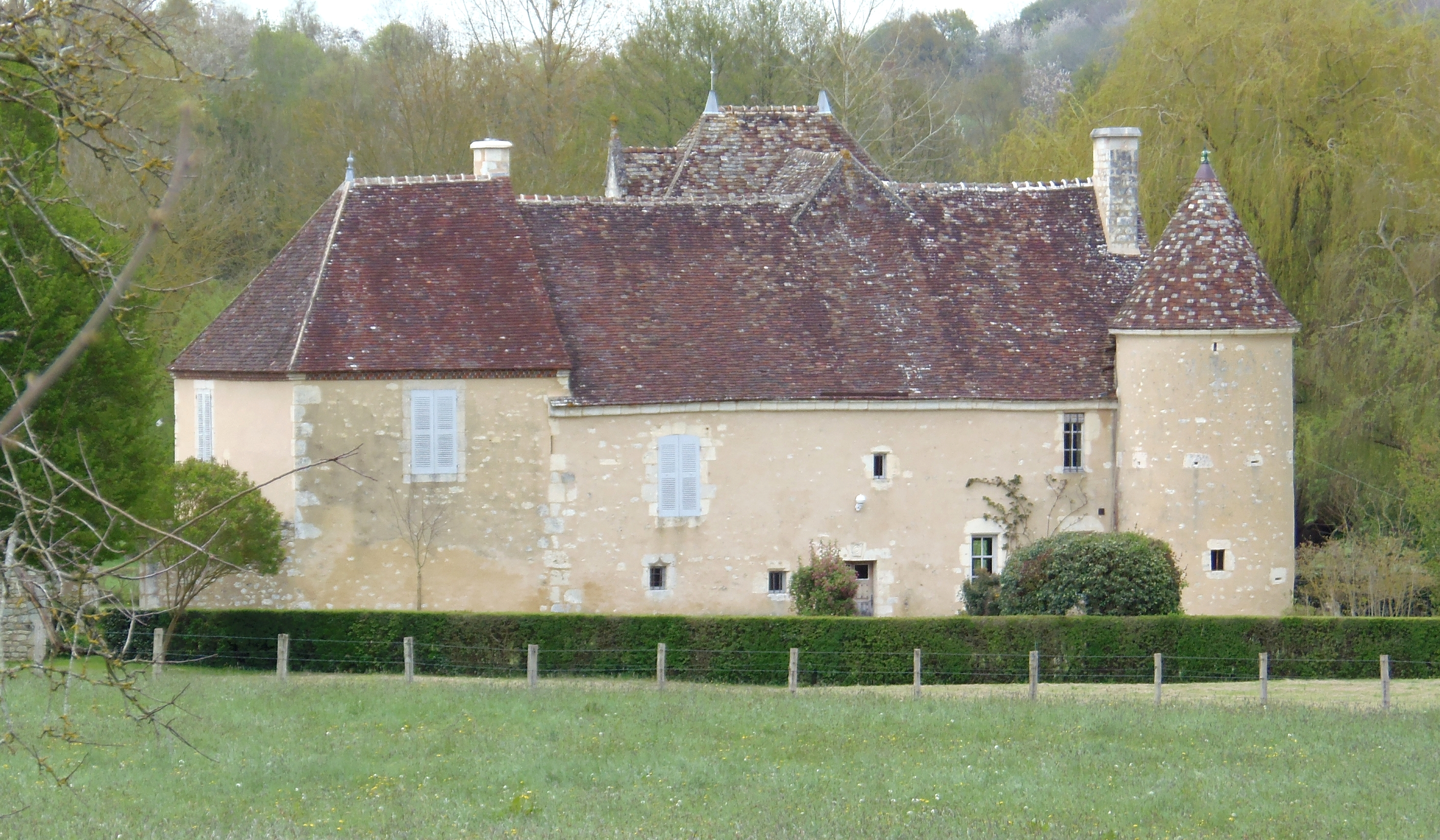
Le manoir de Malaise.
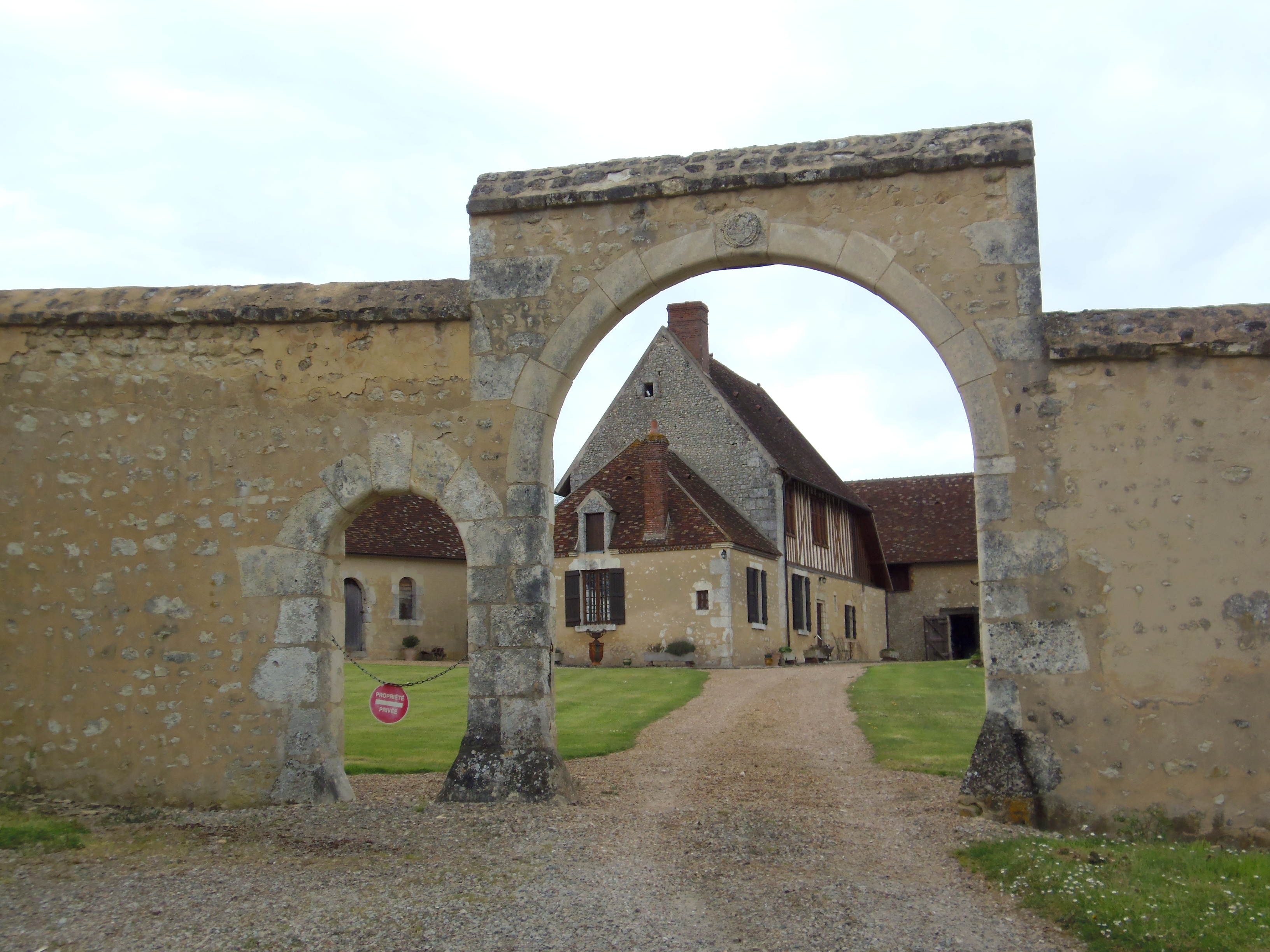
Le manoir de l'Épinay.

## Activité et manifestations
- Salle de sport, terrain de tennis, stade de football.